# Anton Wilhelm Strack

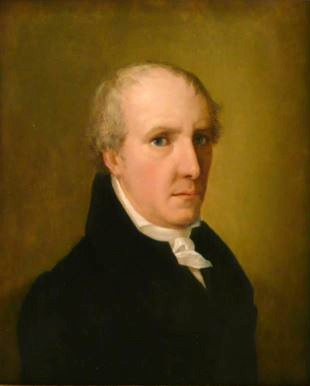
Anton Wilhelm Strack; Porträt von Johann Heinrich Wilhelm Tischbein

Anton Wilhelm Strack (* 10. Oktober 1758 in Haina (Kloster); † 10. Januar 1829 in Bückeburg) war ein deutscher Vedutenmaler, Kupferstecher, Porträtist und Professor für Zeichenkunst.

## Familie
Strack war der Sohn des Klosterbäckers Johann Heinrich Strack (1720–1807) und dessen Ehefrau Louise Margarethe geb. Tischbein (1727–1785) und gehörte damit der hessischen Künstlerfamilie Tischbein an. Sein Bruder war der oldenburgische Hofmaler, Lithograf und Kupferstecher Ludwig Philipp Strack (1761–1836).
Strack war mit Rebecca Wilhelmine Accum verheiratet. Sein Sohn Johann Heinrich Strack (1805–1880) wurde Architekt.

## Leben

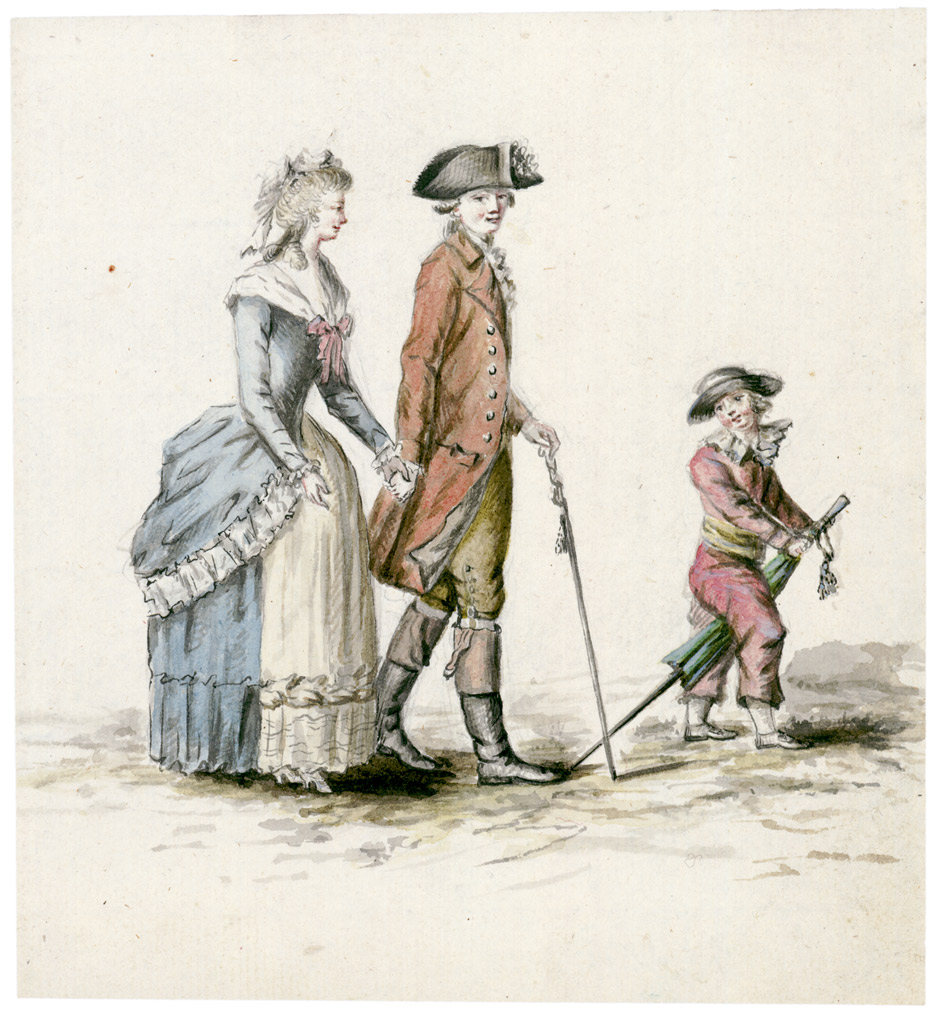
Anton Wilhelm Strack: Spaziergang, Aquarell

Strack erhielt seine Ausbildung durch seinen Onkel Anton Wilhelm Tischbein und bildete sich anschließend bei Domenico Quaglio sowie seinem berühmten Onkel Johann Heinrich Wilhelm Tischbein weiter.
Nach Stationen in Mannheim und Marburg hielt er sich in Kassel auf, wo er die Bekanntschaft der Prinzessin Juliane von Hessen-Philippsthal machte. Sie berief ihn nach ihrer Heirat als Fürstin von Schaumburg-Lippe an den Hof von Bückeburg, wo er von ca. 1782 bis zu seinem Tode als Hofmaler und Professor tätig war. In dieser Zeit schuf er auch die seltenen Landschaftsdarstellungen aus dem Ruhrtal und Sauerland. Die von Strack geschaffenen Blätter zeugen von hoher künstlerischer Fertigkeit.
Er hat mit seinen in Kupfer gestochenen und handkolorierten Veduten ein genaues Bild der Weserlandschaft hinterlassen. Zu den häufigsten Abnehmern seiner Drucke zählten die Gäste der umliegenden Badeorte (Bad Eilsen, Bad Nenndorf etc.) und Weserreisende, die auf diese Weise eine authentische Erinnerungsstütze mit nach Hause nehmen konnten.
Er gehörte zu denjenigen Künstlern, die den zeitgenössischen Stil praktizierten, es zu einer hohen Fertigkeit brachten und, weil sie den Publikumsgeschmack trafen, eine große Breitenwirkung erzielten.

## Schriften
- Ansicht der Eggostersteine im Fürstenthum Lippe in Aquarell-Manier … Bückeburg 1825 (LLB Detmold)